# Bolvașnița, Caraș-Severin
Bolvașnița este satul de reședință al comunei cu același nume din județul Caraș-Severin, Banat, România.